# Zionskirche (Allendorf/Lumda)

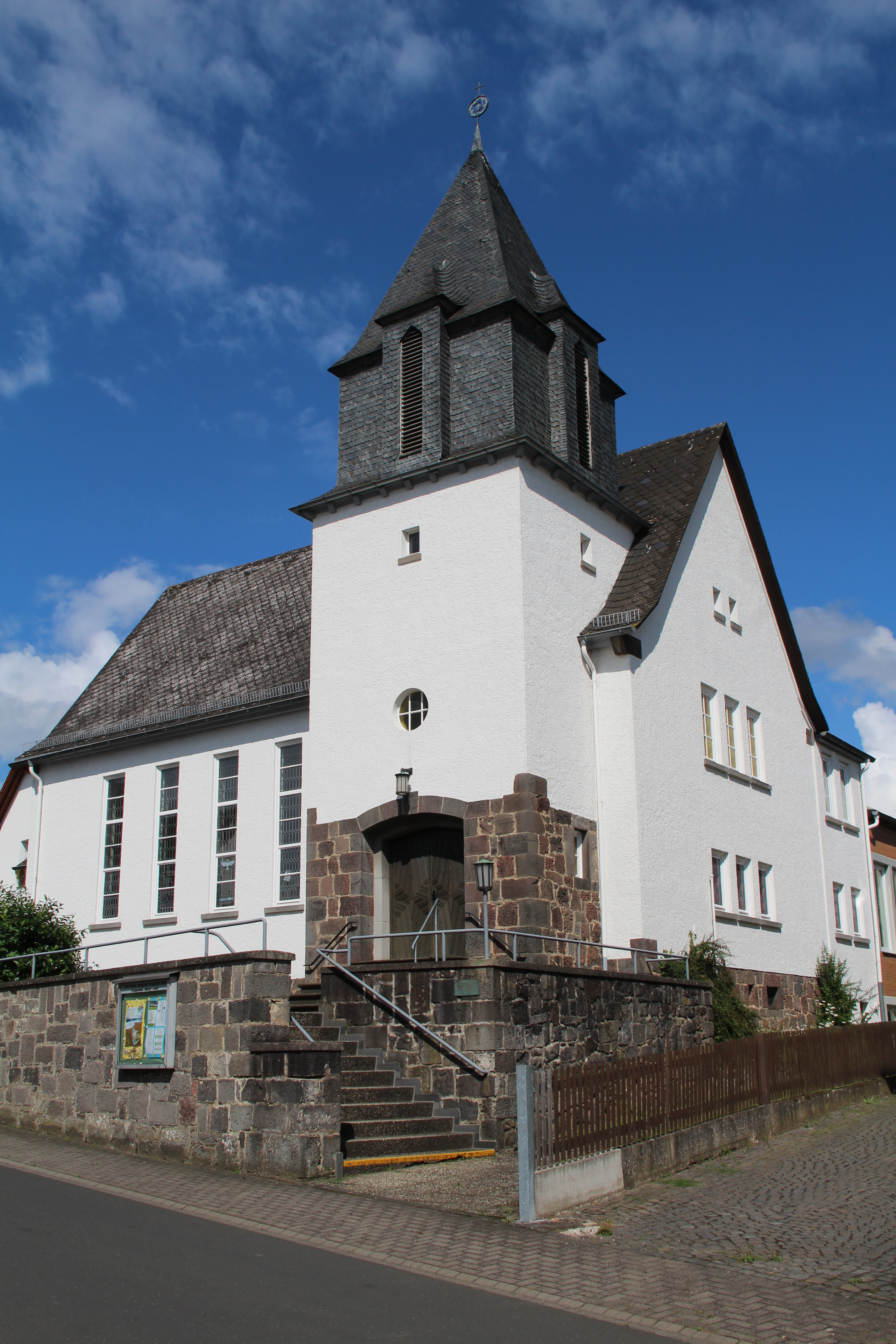
Zionskirche von Südwesten

Die Zionskirche der Selbständigen Evangelisch-Lutherischen Kirche steht in Allendorf, einer Stadt im Landkreis Gießen (Hessen). Der frühe Nachkriegsbau wurde 1949/1950 errichtet und ist aus geschichtlichen, wissenschaftlichen und städtebaulichen Gründen hessisches Kulturdenkmal.

## Geschichte
Mit Einführung der Reformation 1527/28 wechselte der Ort zum evangelisch-lutherischen Bekenntnis.
Unter dem Einfluss der Erweckungsbewegung versammelten sich ab den 1860er Jahren Christen, die mit der rationalistischen Ausrichtung der Evangelischen Landeskirche in Hessen nicht übereinstimmten, in Privathäusern, um sich in der lutherischen Lehre zu vertiefen. Pfarrer Friedrich Brunn hatte in Steeden eine eigene lutherische Kirche gegründet und ermutigte bei seinen Verkündigungsdiensten auch andere Gemeinden im weiteren Umkreis zu diesem Schritt. Im Jahr 1869 löste eine neue Agende, die rationalistische und unionistisch-reformierte Einflüsse verzeichnete, das traditionelle Württemberger Kirchenbuch ab. Der Einspruch von 18 Allendorfer Gemeindegliedern an das Darmstädter Oberkonsistorium unter Karl Rinck von Starck vom 15. Juni 1869 wurde am 24. August des Jahres abgelehnt. Zudem hatten Pfarrer und Lehrer eigenmächtig neue Lehrbücher in biblischer Geschichte in der Schule eingeführt. Gegen den Protest von 114 lutherischen Pfarrern führte die Evangelische Landeskirche des Großherzogtums Hessens am 6. Januar 1874 eine neue Verfassung ein, die die seit dem 6. Juli 1832 faktisch bestehende Union nun auch offiziell besiegelte. Auf diesem Hintergrund traten im Frühjahr 1875 15 der 18 „renitenten“ Allendorfer aus der Landeskirche aus und gründeten 1875 die „Evangelisch-Lutherische Zionsgemeinde Allendorf-Klein-Linden“. In einer Erklärung an das Ministerium in Darmstadt hieß es: „Wir verwerfen hiermit das verschiedene Konfessionen umfassende nunmehrige Bekenntnis der hessischen Landeskirche, sagen uns von demselben los und richten eine neue, von der hessischen Landeskirche getrennte Glaubens- und Bekenntnisgemeinschaft auf.“ Am 4. Juli 1875 wurde Pfarrer Albin Wagner in sein Amt eingeführt. Versammlungsort waren zunächst Privatwohnungen und ein Saal in der Treiser Straße. Die Gemeinde errichtete 1877 einen eigenen Betsaal in der oberen Marktstraße. Der Bau wurde vor allem durch Spenden amerikanischer Verwandter finanziert. 1878 wurde die Gemeinde in die Selbständige Evangelisch-Lutherische Kirche in Hessen aufgenommen und wuchs in der Folge durch den Zustrom von Familien aus Allertshausen auf mehr als 200 Personen an, weshalb ein größeres Gebäude erforderlich war. Das erste Kirchengebäude entstand 1882 im Stil der Missionskirchen des 19. Jahrhunderts, ein langgestreckter Saalbau mit Satteldach und kleinem, mittig aufgesetztem Dachreiter. Unter einem Dach war eine Pfarrerwohnung angegliedert. Das Grundstück war ein Acker in der Friedhofstraße, den ein jüdischer Mitbürger verkauft hatte. Ein nach Amerika ausgewandertes Gemeindeglied stiftete ein Taufbecken aus weißem Marmor. 1907 folgte eines Renovierung des schlichten Innenraums, dessen Altarraum einen Bogen erhielt. Die Pfarrwohnung wurde durch den Bau eines neuen Pfarrhauses 1936/1937 abgelöst und seitdem als Konfirmandensaal genutzt. Nach dem Zweiten Weltkrieg wurde hier bis 1956 eine Vertriebenenfamilie untergebracht. Die bürgerliche Gemeinde stellte während dieser Jahre einen Schulsaal für den kirchlichen Unterricht zur Verfügung.
Architekt und Oberbaurat Martin Stallmann ließ 1949/1950 die neue Kirche um die alte Kirche herumbauen. Auf diese Weise konnte der Vorgängerbau bis zur Fertigstellung des Rohbaus der neuen Zionskirche genutzt werden und wurde erst dann abgerissen. Die Einweihung erfolgte am 9. Juli 1950. Zwischenzeitlich nutzte die Gemeinde ein Jugendheim in Climbach als Versammlungsstätte. Im Jahr 1962 wurde der Innenraum der Zionskirche neu gestaltet. Die Gemeinde schaffte 1962 drei Glocken und 1966 eine neue Orgel an.
Der Gemeinde gehörten im Jahr 1970 etwa 350 Mitglieder an, von denen 250 aus Allendorf und 100 aus der Umgebung stammten. 1972 erfolgte der Zusammenschluss verschiedener lutherischen Freikirchen zur Selbständigen Evangelisch-Lutherischen Kirche. Von 1973 bis 1975 wurde an der östlichen Langseite ein zweigeschossiges Gemeindehaus angebaut und die Kirche um drei Meter verbreitert und renoviert. Ermöglicht wurde dies durch außerordentliche Spenden in Höhe von 130.000 DM und durch Eigenarbeit. Ende der 1970er Jahre zählte die Gemeinde, deren Besucher aus 16 Ortschaften kamen, 585 Mitglieder. Im Jahr 2017 umfasste die Gemeinde etwa 330 Mitglieder. Die Zionsgemeinde ist seit 1976 mit der Bethlehemsgemeinde Grünberg pfarramtlich verbunden und bildet zusammen mit ihr einen gemeinsamen Pfarrbezirk innerhalb der Selbständigen Evangelisch-Lutherischen Kirche.

## Architektur

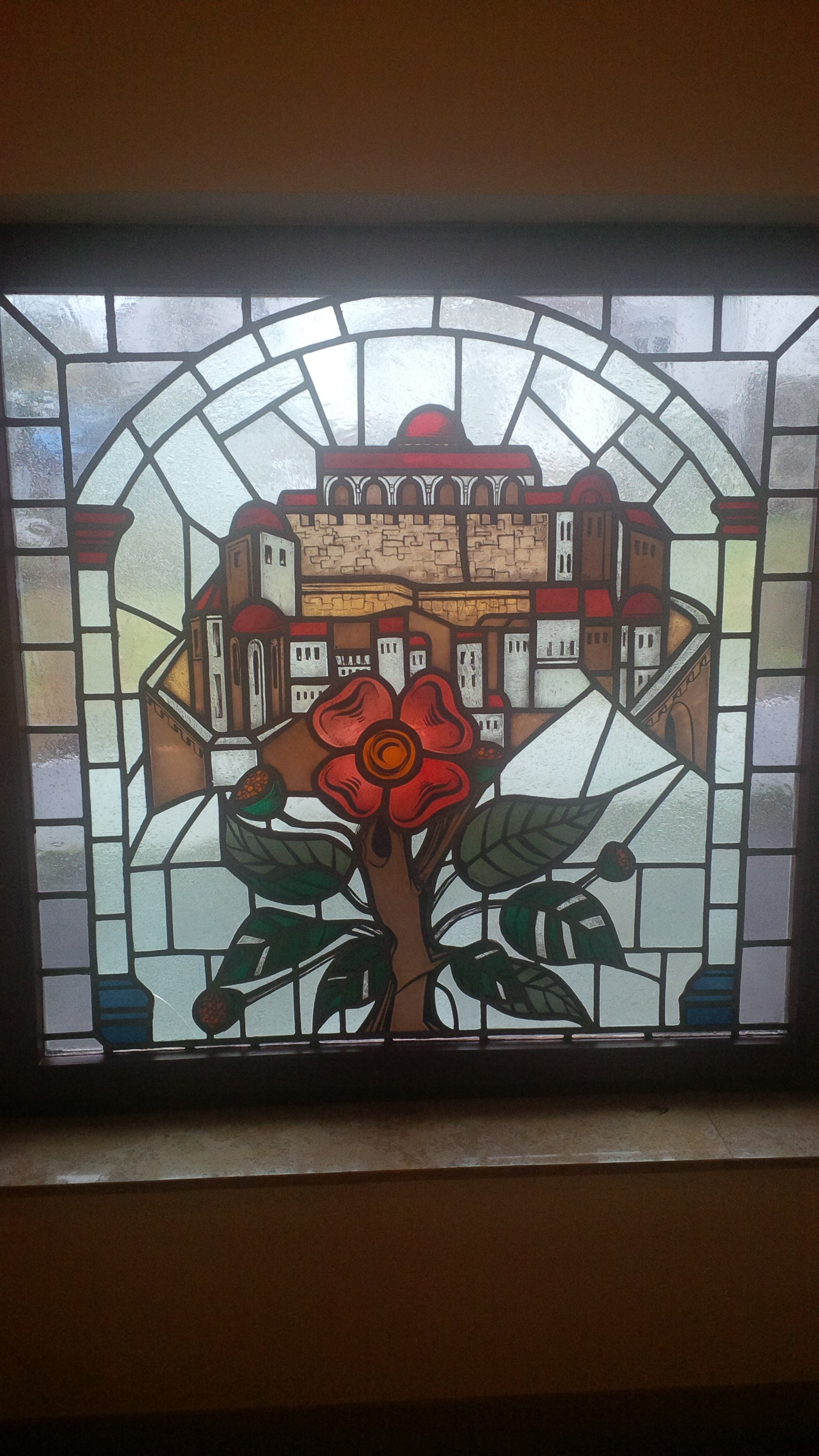
Zionsfenster

Die Kirche ist nicht geostet, sondern an der Londorfer Straße von Süden nach Norden ausgerichtet. Das weiß verputzte Gotteshaus liegt östlich des alten Stadtkerns und südwestlich eines Neubaugebiets. Der schlichte Saalbau wird durch ein steiles Satteldach bedeckt und an der Westseite durch vier schmale, hochrechteckige Bleiglasfenster belichtet. Das Innere ist auf eine apsisartige Nische mit flachem Spitzbogen in der Nordwand ausgerichtet, die durch zwei kleine Rundfenster von Osten und Westen her Licht erhält. Die östliche Nordwand wird durch das Zionsfenster beherrscht, ein Bleiglasfenster, das nach einem Entwurf von Karl Faulstich über einer roten Rose die Zionsstadt zeigt. In der südlichen Giebelwand sind in zwei Ebenen je drei kleine Rechteckfenster eingelassen; das Giebeldreieck hat zwei sehr kleine Fenster.
Der Glockenturm ist an der südlichen Westseite in die Kirche eingebunden und dient zugleich als Haupteingang. Das zweiflügelige Portal hat einen Flachbogen, über dem ein kleines Rundfenster eingelassen ist. Das untere Turmgeschoss ist nicht verputzt, sondern zeigt wie der Sockel der Kirche und der vorgelagerte Eingangsbereich mit seinem Treppenaufgang und den Einfassungsmauern rote und graue Quadersteine aus Basalt und Lungstein. Oberhalb des Satteldachs der Kirche wird der vierseitige Schaft von einem verschieferten Obergeschoss fortgeführt und von einem Pyramidendach mit einer Lutherrose und einem schlichten Kreuz abgeschlossen. Charakteristisch sind die Schallöffnungen, die an den Seiten hervortreten, die Traufe durchbrechen und kleine Verdachungen aufweisen. Das Glockengeschoss beherbergt drei Bronzeglocken der Firma Rincker mit den Tonhöhen dis2, fis2 und gis2, die das Te-Deum-Motiv bilden.

## Ausstattung

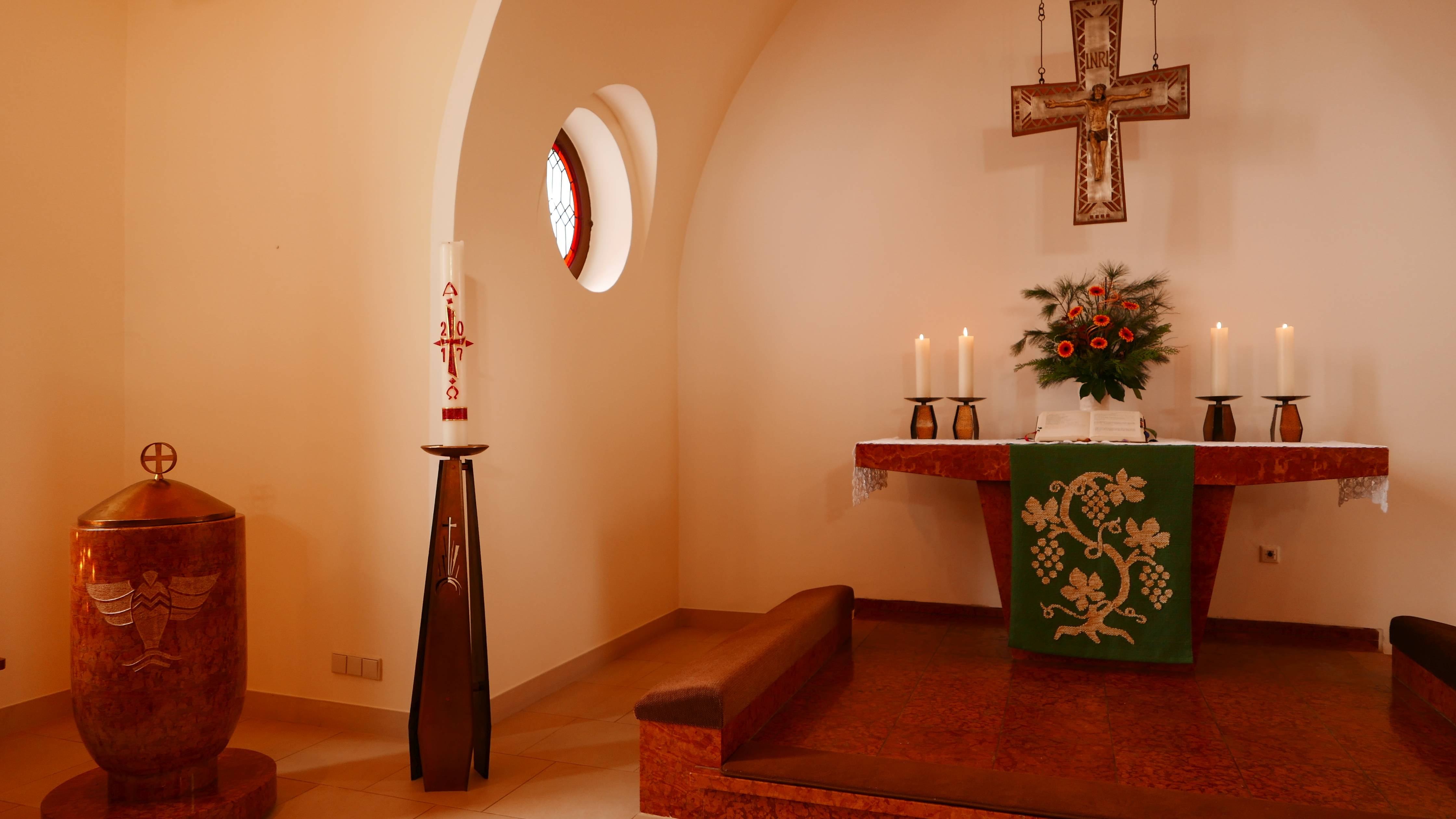
Altar und Taufbecken

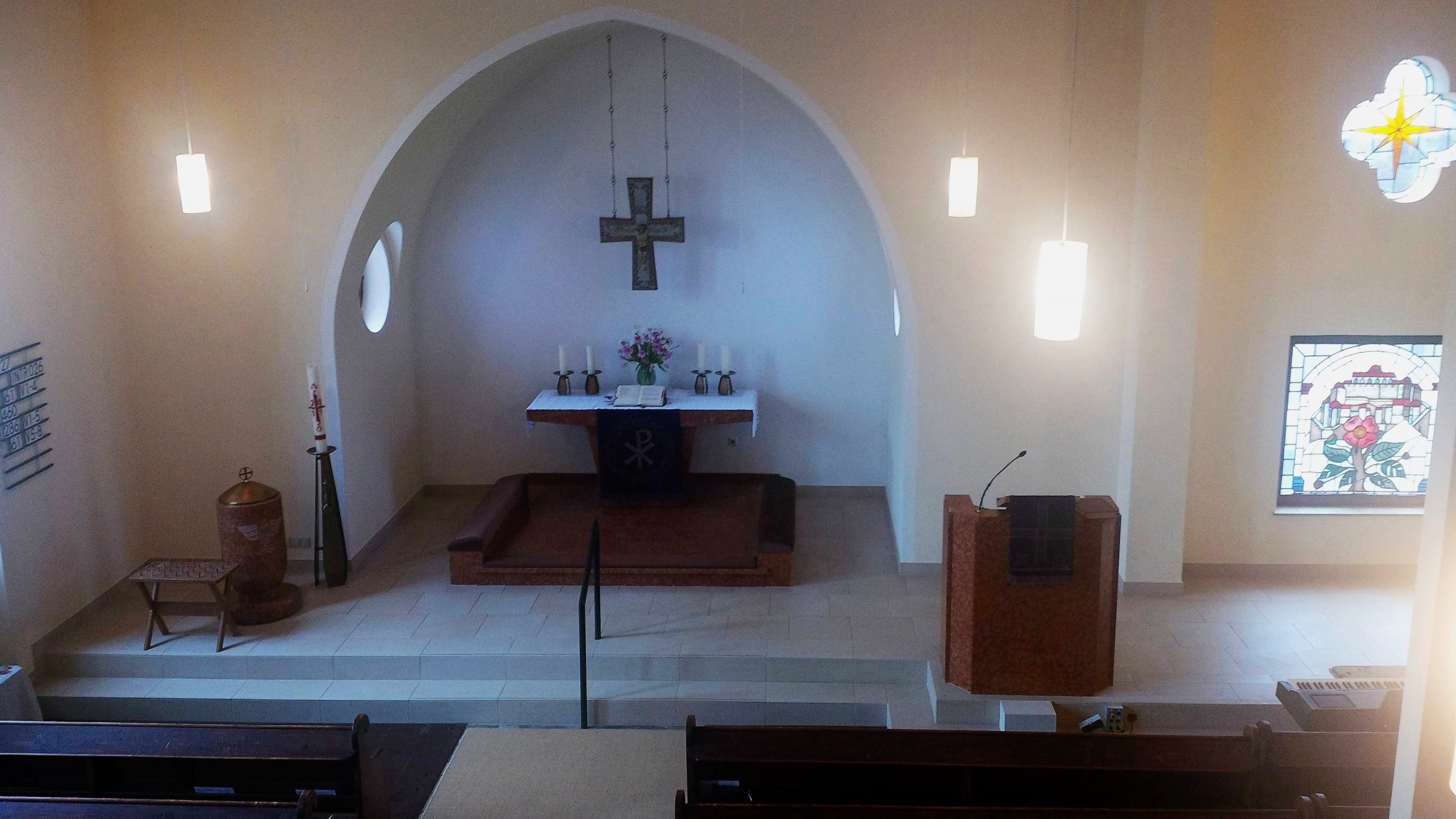
Blick auf den Altarbereich

Der Innenraum wird von einer flachen Balkendecke abgeschlossen. Im Süden ist eine Empore als Aufstellungsort für die Orgel eingebaut. Das schlichte, hölzerne Kirchengestühl lässt einen Mittelgang frei und ist nach Norden zum Altarbereich ausgerichtet, der gegenüber dem Schiff um zwei Stufen erhöht ist. Während der Boden in der Kirche mit rotbraunen quadratischen Fliesen belegt ist, hebt sich der Altarbereich durch große helle Steine ab. Kanzel, Altar und Taufbecken wurden 1962 aus rotem Marmor gestaltet. Die Kanzel auf querrechteckigem Grundriss rechts der Apsis hat an der Vorderseite abgeschrägte Ecken. In der Apsis ruht der Altartisch auf einem großen Marmorsockel, an dessen Seiten zwei gepolsterte Kniebänke angebracht sind. Über dem Altar ist ein Kruzifix an Seilen aufgehängt. Unter der Kreuzesinschrift INRI ist der Korpus des Dreinageltypus dargestellt. Links der Apsis steht auf einer Sockelscheibe das pokalförmige Taufbecken, das vorne eine stilisierte Taube zeigt und oben von einer Messinghaube bedeckt wird.

## Orgel

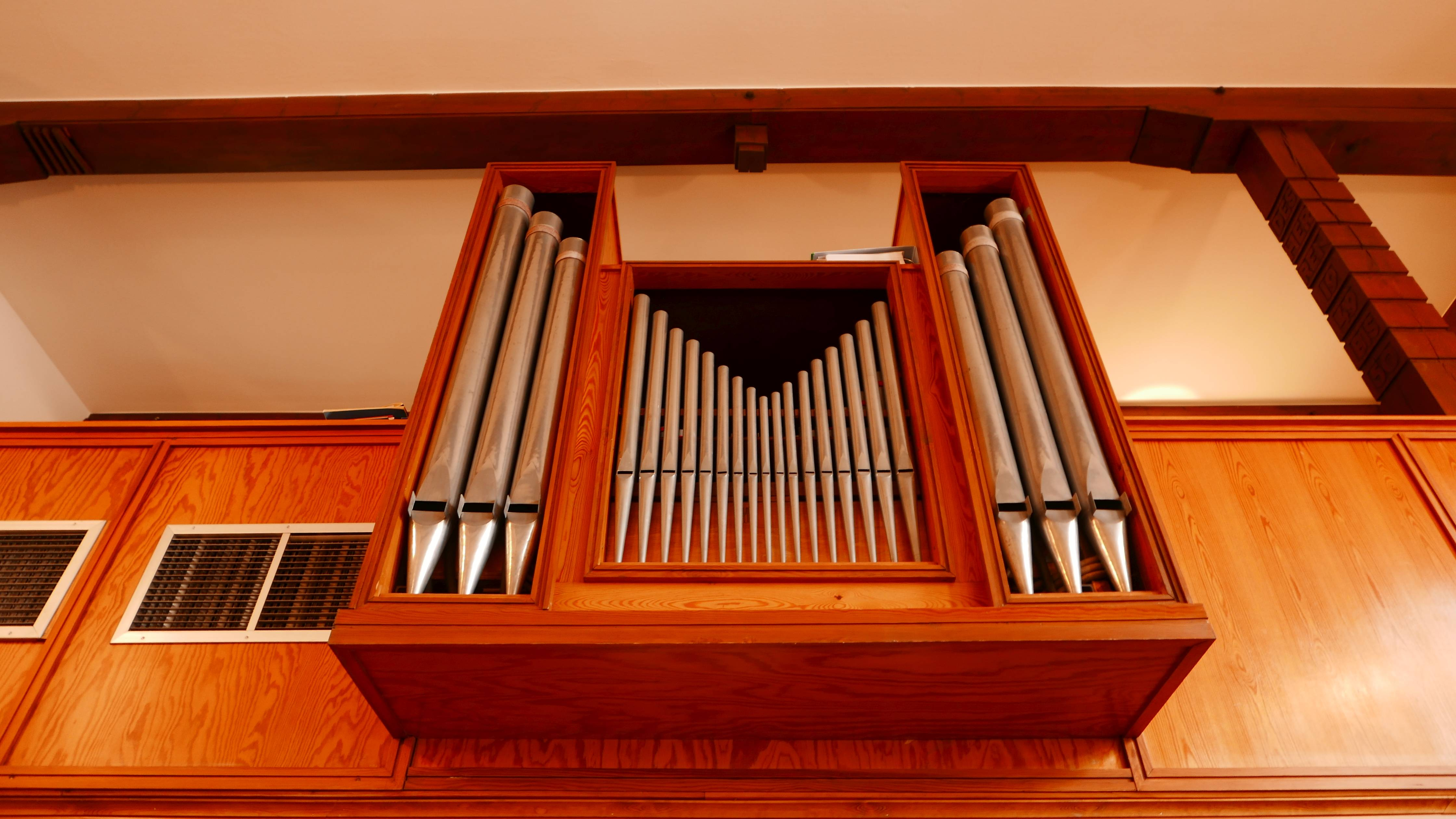
Rückpositiv in der Emporenbrüstung

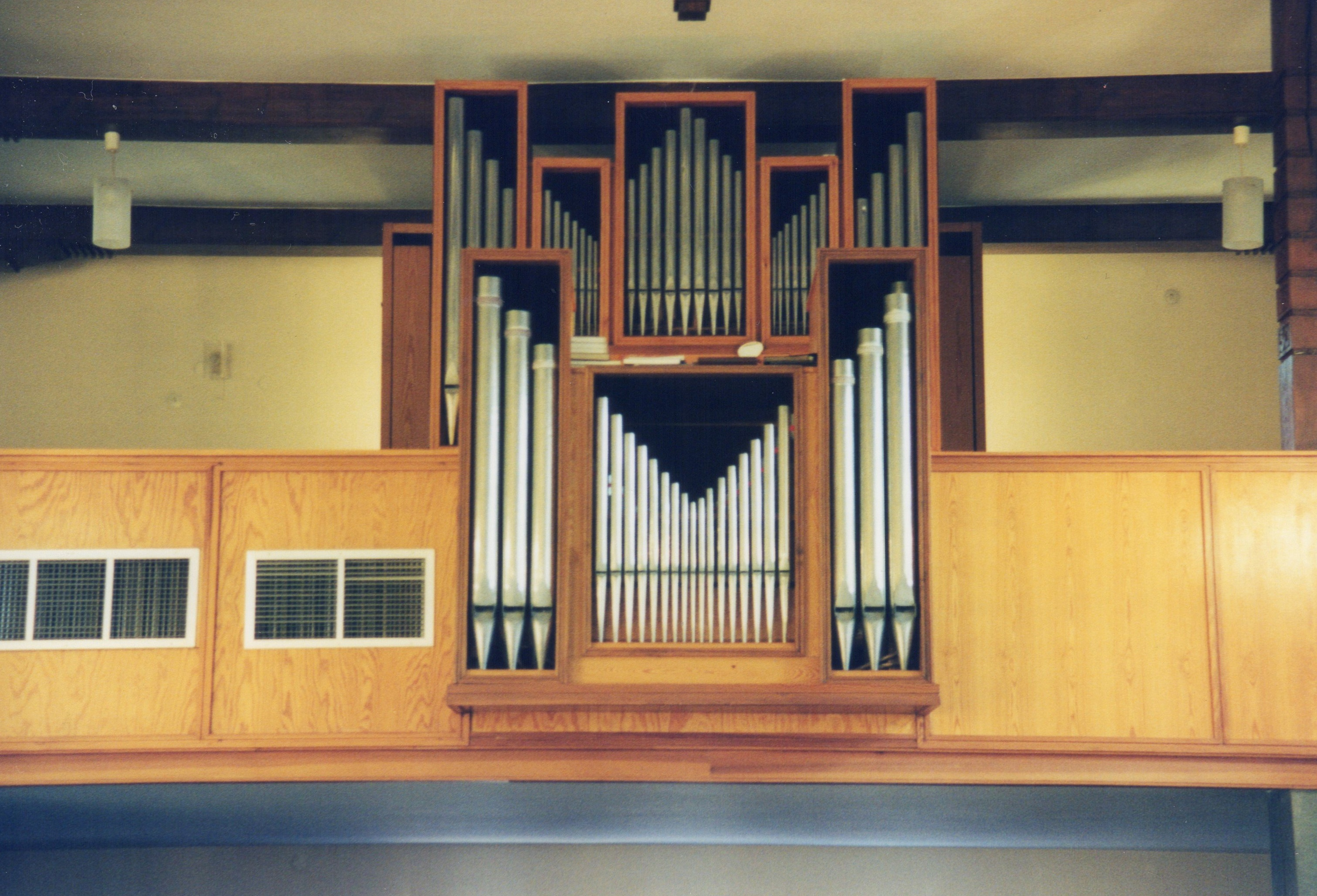
Böttner-Orgel

Eine erste, gebrauchte Orgel hinter einem frühbarocken Prospekt schaffte die Gemeinde im Jahr 1883 für die alte Kirche an. Die Licher Firma Förster & Nicolaus baute 1921 ein neues Innenwerk mit pneumatischen Taschenladen und vier Registern ein. Wolfgang Böttner ersetzte das Instrument im Jahr 1966 und überführte den historischen Prospekt in die Butzkirche Hommershausen. Die neue Orgel mit mechanischen Schleifladen verfügt über 14 Register, die auf zwei Manuale und Pedal verteilt sind und von einem Pfeifenhersteller aus dem Stuttgarter Raum angefertigt wurden. Das Rückpositiv ist in der Emporenbrüstung eingelassen. Die Disposition lautet wie folgt:
| I Rückpositiv C–f3 |       |
| Gedackt            | 8′    |
| Blockflöte         | 4′    |
| Prinzipal          | 2′    |
| Sifflöte           | 1 ⁄3′ |
| Zymbel II          | 2⁄3′  |

| II Hauptwerk C–f3 |                |
| Rohrflöte         | 8′             |
| Prinzipal         | 4′             |
| Spillpfeife       | 2′             |
| Sesquialter II    | 1 3⁄5′ + 1 ⁄3′ |
| Mixtur III        | 1 ⁄3′          |

| Pedalwerk C–     |         |
| Subbaß           | 16′     |
| Offenbaß         | 8′      |
| Choralbaß        | 4′      |
| Oktav-Kornett II | 2′ + 1′ |

- Koppeln: I/II, I/P, II/P